# Aisha Binani
Aishatu Dahiru Ahmed, plus connue sous le nom de Aisha Binani, est une femme politique nigériane, née le 11 août 1971. Sénatrice d'Adamawa Central depuis 2019, elle est auparavant membre de la Chambre des représentants pour  la circonscription fédérale de Yola North/Yola South/Girei en tant que membre du Parti démocratique populaire au sein de la 7e Assemblée,.

## Biographie

### Origines et études
Aisha Binani naît en 1971. Elle commence sa scolarité à Kaduna et la termine à l'école primaire Gwadabawa. Elle se rend ensuite au Royaume-Uni pour ses études universitaires où elle obtient un diplôme national supérieur en génie électrique à l'université de Southampton,. Elle est actuellement présidente de la commission sénatoriale sur les objectifs de développement durable. Elle est déclarée vainqueur des primaires de l'APC pour le poste de gouverneur de l'Adamawa, après avoir obtenu 430 voix contre son concurrent le plus proche, Nuhu Ribadu, l'ancien président exécutif de la Commission des crimes économiques et financiers du Nigeria (EFCC) qui a obtenu 288 voix.

### Carrière politique
En 2021, une cour d'appel siégeant à Yola déclare Aishatu Binani candidate au poste de gouverneur de All Progressive Congress APC pour Adamawa.